# Buck (film)
Pour les articles homonymes, voir Buck.
Pour plus de détails, voir Fiche technique et Distribution.
Buck est un film documentaire américain de Cindy Meehl (en) sorti le 17 juin 2011.

## Synopsis
La vie de Buck Brannaman, « l'Homme qui murmurait à l'oreille des chevaux »...

## Fiche technique
- Titre original : Buck
- Titre français :
- Titre québécois :
- Réalisation : Cindy Meehl (en)
- Scénario :
- Direction artistique :
- Décors :
- Costumes :
- Photographie : Luke Geissbuhler et Guy Mossman
- Son :
- Montage : Toby Shimin
- Musique : David Robbins
- Production : Julie Goldman
- Société(s) de production : Back Allie Productions, Cedar Creek Productions et Motto Pictures
- Société(s) de distribution :  : Sundance Films
- Budget :
- Pays de production :  États-Unis
- Langue : Anglais
- Format : Couleurs - 35mm - Son Dolby numérique
- Genre cinématographique : Film documentaire
- Durée : 86 minutes
- Dates de sortie :
  - États-Unis : 21 janvier 2011 (festival du film de Sundance)
  - États-Unis : 17 juin 2011

## Distribution
Dans leurs propres rôles :
- Buck Brannaman : lui-même
- Robert Redford : lui-même

## Distinctions
- 2011 : Prix du public (section Documentaires) au festival du film de Sundance ;
- 2011 : Prix du public au Full Frame Documentary Film Festival.

### Nominations
- 2 nominations

## Box-office
| Pays ou région | Box-office  | Date d'arrêt du box-office | Nombre de semaines |
| -------------- | ----------- | -------------------------- | ------------------ |
| États-Unis     | 4 038 912 $ | 25 septembre 2011          | 15                 |

## Réception critique
Buck reçoit des critiques positives. L'agrégateur Rotten Tomatoes rapporte que 87 % des 78 critiques ont donné un avis positif sur le film, avec une moyenne de 7,7/10 . L'agrégateur Metacritic donne une note de 76 sur 100 indiquant des « critiques positives » .